# Сад (зупинний пункт)
Сад — пасажирський залізничний зупинний пункт Херсонської дирекції залізничних перевезень Одеської залізниці.
Розташований біля селища Абрикосівка Олешківського району Херсонської області на лінії Херсон — Вадим між станціями Великі Копані (7 км) та Брилівка (9 км).